# Ibrahim Al-Harbi
Ibrahim Al-Harbi (en árabe: ابراهيم الحربي‎; Riad, Arabia Saudita; 10 de julio de 1975) es un exfutbolista de Arabia Saudita que jugaba en la posición de centrocampista.

## Carrera

### Club
| Periodo   | Club      |
| --------- | --------- |
| 1993-2007 | Al-Nassr  |
| 2007-2009 | Ohod Club |

### Selección nacional
Jugó para Arabia Saudita en 61 ocasiones de 1996 a 2003 y anotó un gol; participó en la Copa Mundial de Fútbol de 1998, en los Juegos Olímpicos de Atlanta 1996, ganó la Copa Asiática 1996 y dos ediciones de la Copa FIFA Confederaciones.

## Logros

### Club

#### Competizioni nazionali
- Liga Profesional Saudí: 2

1993-1994, 1994-1995
- Copa Federación de Arabia Saudita: 1

1997-1998
- Recopa de la AFC: 1

1998
- Supercopa de la AFC: 1

1998
- Copa de Clubes Campeones del Golfo: 2

1996, 1997

### Selección nacional
- Copa Asiática: 1

1996
- Copa de Naciones Árabe: 2

1998, 2002
- Copa de Naciones del Golfo: 1

1998